# Юрно, Файме Гансовна
Фа́йме Га́нсовна Ю́рно (эст. Faime Jurno, также Jürno; при рождении Файме Спренк (нем. Faime Sprenk), после замужества Файме Спренк-Дорен (эст. Faime Sprenk-Doren); род. 28 февраля 1951, Западный Берлин) — советская и эстонская актриса и модель.

## Биография
Родилась в семье немца и эстонки. В 1957 году её мать c тремя дочерьми (две из них — сводные сёстры Файме) вернулась из Западного Берлина в Эстонию, входившую тогда в состав СССР.
Обучаясь в 9-м классе средней школы, Файме начала участвовать в демонстрациях моды Таллинского дома моделей.
В 1969 году Юрно окончила таллинскую общеобразовательную школу № 1 (ныне гимназия Густава Адольфа).
Затем участвовала в демонстрациях моды на московских подиумах, а также в союзных республиках. В 1970—1980-х годах её фото печатали в журнале мод «Силуэт» (эст. Siluett), издававшемся Таллинским домом моделей, где она работала манекенщицей до его закрытия в 1992 году.
Всесоюзную известность актриса получила в 1974 году, когда снялась в фильме «Чисто английское убийство» в роли леди Камиллы Прендергаст.
С 1974 по 1983 год снялась в целом ряде фильмов.
Пела в варьете таллинского ресторана «Астория». Руководила фирмой одежды «Madam N».

## Семья
- Мать — Меэта Спренк (эст. Meeta Sprenk)[6].
- Отец — Ганс Прен (нем. Hans Prehn)[6].
- Сын — Тамбет Юрно (эст. Tambet Jurno)[3].

В 1978 году после 20 лет разлуки встретилась в Германии со своим отцом.

## Фильмография
- 1970 — Между тремя поветриями — дочь вдовы (нет в титрах)
- 1972 — Кровавый камень — жена Конрада (нет в титрах)
- 1974 — Кола Брюньон — мадемуазель де Терме[4]
- 1974 — Чисто английское убийство — леди Камилла Прендергаст (озвучила Антонина Кончакова[8])
- 1974 — Здесь проходит граница — девушка в баре
- 1975 — Вариант «Омега» — фройлен Инга, продавщица в галантерейном магазине
- 1976 — Сказание о Сиявуше — Фарангиз, дочь Афросиаба[8]
- 1979 — Дознание пилота Пиркса — секретарша в ЮНЕСКО[8]
- 1979 — Сталкер — собеседница Писателя (дама в меховом манто)[8]
- 1979 — Трое в лодке, не считая собаки — дама с зонтиком у шлюза
- 1982 — Голос памяти — женщина